# Богомилство
Богомилите са идейни последователи на учението на български свещеник, живял по време на царуването на цар Петър I (927 – 969), известен като поп Богомил. Първите сведения за появата на богомилството говорят за враждебното отношение на Цариградската патриаршия към него и за окачествяването му като вредна за интересите на църквата и държавата манихейска ерес, примесена с павликянство.
Съвременните учени характеризират богомилството като дуалистично, антифеодално и реформаторско народно движение, възникнало в лоното на българската църква през Х век и бързо разпространено в българските земи – Мизия, Тракия и Македония, в бурните времена предшестващи византийското нашествие. Корените му като цялостно социално по съдържание и религиозно по форма движение трябва да се търсят непряко в учението на дуалистичния гностицизъм и пряко в масовите депортации от Византия на арменци и сирийци, сред които има мнозина павликяни, в земите на Тракия и Македония.

## Наименование
Названието на богомилите идва от името на поп Богомил, но широко разпространение придобиват и названията на богомилите торбеши, както и бабуни – от предполагаемото място, където живял и проповядвал учението си поп Богомил – планината Бабуна.
Интересен и уникален е случаят с Босненската църква, която институционализира богомилството, а впоследствие съдейства за трайната ислямизация на населението на Босна, което днес се идентифицира като бошняци, т.е. славяни-мюсюлмани. Според някои български учени (напр. Пламен Павлов) сходна е появата и на повечето от значимите локални групи на българите мюсюлмани (наричани традиционно българо-мохамедани или „помаци“) – тези българи и днес живеят по места, където богомилското учение е било особено силно (Западните Родопи съвпадат с богомилската „църква Драговичия“, Македония – с „църквата България“ според западните извори), което показва близостта в съдбата на „еретиците“ в Босна и българските земи.

## Влияние и разпространение
Споровете за мястото на възникването на богомилското учение не са получили еднозначен отговор. Преобладава мнението, че това е станало в днешна Македония или в района на столицата Велики Преслав. Някои учени (Пламен Павлов, Петър Ангелов и др.) се опират на един показателен текст в Сръбския Синодик (1222 г.), създаден на основата на по-стари български и византийски извори – в него категорично се твърди, че поп Богомил е действал в „българска Македония при Филиповград“ – Пловдив и Тракия, което съответства на византийските представи от Средните векове. Един от първите и най-активни деятели на богомилството в България е Боян Мага. [неблагонадежден източник]

Разпространено първоначално в Тракия и Македония, богомилското движение създава там първите си църкви. Като един от центровете на богомилското движение се оформя село Добърско в Рила. Въпреки преследванията, на които е била подлагана богомилската ерес, особено по времето на византийското господство, това религиозно учение просъществува в България чак до XV век. Голяма част от изповядващите го приемат исляма след османското нашествие: от тях произлизат днешните помаци, торбеши и пр. Последното наименование също е свързано с богомилството. Според Димитър Ангелов така били наричани част от богомилите в Македония. Само една част от павликяните запазили своето, макар и доста поизбледняло учение чак до XVII век, когато францисканците ги обръщат към католицизма.
В Сърбия през XII век след събора на Петрова църква, богомилите са безмилостно преследвани от Стефан Неманя, а книгите им изгорени. Значително по-сигурно те се укрепват в Босна и Херцеговина. Някои от тях бягат натам след 1170 година, където намират сериозна подкрепа от босненските владетели (банове) и по-късни крале. Владетелят бан Кулин бил страстен богомил и сектата наброявала десетки хиляди привърженици в страната. Оттам разпространението ѝ стига до сърцето на Западна Европа. В средновековна Македония богомилите са наричани бабуни, название което идва от планината Бабуна.

### Богомилски гробища в Македония
- Богомилски кръст в село Жупанища, Костурско
- Богомилски кръст в село Баница, Леринско
- Богомилско гробище в село Илиджиево, Солунско[7]

### В Западна Европа
Според „Житието на сръбския княз Иван Владимир“, още по времето на българския цар Самуил „заблудените народи на масалианските и богомилските български еретици, (които) проникнали в Мизия, Албания, Далмация, Илирик и Сърбия“. През XI – XII в. се множат сведенията за разпространението на „българската ерес“ (Bulgarorum haeresis) в цяла Европа. На Запад, от Далмация до Атлантика, католическите папски наместници от бенедиктинския орден изучават византийския опит в борбата срещу еретиците, чиято мисионерска дейност се счита като основополагаща при възникването на западноевропейските религиозни общности на патарени, катари (албигойци) и валденси в Далмация, Италия, Германия, Фландрия, Англия, Франция, Лангедок и Арагон (обхващащ и днешна Каталония).
Разпространението се осъществявало от търговци и занаятчии, предимно тъкачи, пътешественици и богомолци, а идейната им връзка с трубадури и минезингери им осигурила широка гласност и достъп до управата на свободните градове в Северна Италия и кралските дворове на Южна Франция и Арагон. През XI в. се появяват първите новини за присъствието им, а през XII в. сведенията за тях „заливат цяла Европа“, назовавайки ги с различни имена: бугри (българи), бабуни (в Босна), катари, манихеи, павликяни, патарени, албигойци и т.н. Самите те се наричали просто християни, а хората ги определяли като „добри хора“ и „добри християни“ заради скромния им начин на живот, простотата, с която се обличали, и мисионерския им жар, които ярко се отличавали от помпозността и претенциозността на папския двор и висшия католически клир, и разпуснатостта и невежеството на провинциалното католическо свещенство.
В Ломбардия (Северна Италия) движението било добре организирано още през XII в. Негово средище бил град Милано, а самите еретици били наричани патарени според името на предградието Патария. Горе-долу по същото време се появяват новини за значимо присъствие на еретици в Лион, Шампан и Фландрия, където учението изглежда обхващало най-често тъкачните работилници. Главните му средища в Рейнската област били Страсбург и Кьолн. 
В периода 1209 – 1229 Римокатолическата църква провежда Албигойския кръстоносен поход (наричан още Катарски кръстоносен поход), който приключва с битката при последната крепост на албигойците (катарите) Монсегюр в Пиренеите. Тя е превзета от папските войски през април 1244.

### Във Византия
Въпреки гоненията от страна на църковната и светска власт, появилата се в различни краища на Византийската империя ерес не могла да бъде заглушена и намерила свои идейни поддръжници в самата византийска столица. Един от най-значимите от тях е мислителят Йоан Итала – ученик на именития философ, историограф и писател Михаил Псел, свободно проповядвал сходно на богомилството и павликянството платоническо учение в края на XI в. до възкачването на престола на Алексий I Комнин. През 1081 г. бива изправен на съд в Цариград. Възгледите му, противоречащи на църковните догми, били осъдени и проклети с анатема в „Синодика в неделята на православието“. Десет години по-късно, през 1092, пред същото синодално съдилище бива изправен нов обвиняем – Нил, за когото се предполага, че бил особено популярен сред арменското население монофизит. След това започнал процес срещу свещеника Влахернит, поддържащ връзки с ентусиастите, т.е. евхитите (масалианите), за когото Ана Комнина твърди, че измамил много люде и докарал до гибел знатни семейства в столицата. Подобно свидетелство дава и за проповядващия из балканските земи Василий Врач, за когото разказва и Евтимий Зигавин в своята „Паноплия Догматика“. Други ценни сведения се откриват при византийските хронисти Йоан Зонара и Михаил Глика, а също и в Бориловия Синодик (1211 г.). Задържането и разпитите на богомилския „патриарх“ Василий, послужили на императора за опознаването на основната еретическа доктрина, излавяне и разправа с по-отявлените ѝ последователи. След напразните опити да бъде сломен и върнат към правоверието, се решава, за назидание, да бъде изгорен на клада на хиподрума, в близост до двореца и църквата „Св. София“, ок. 1111 г. Следващата новина за процес срещу богомилски проповеди се появява едва през 1140 г., по времето на Мануил I Комнин. Споменати са Константин Хризомала, Георги Памфил и други двама монаси. Книгите на Хризомала – Господни златни слова, се ползвали с голямо уважение сред монасите в манастирите „Св. Никола“ и „Св. Атеноген“. Само две години по-късно пред Цариградския синод са обвинени двама висши духовници от Кападокия: епископите на Сазимон и Балибоса „Климент“ и „Леонтий“. Непосредствено след това бил изправен пред същия съд монахът Нифон от Кападокия. Различни свидетелства за тези събития дават Йоан Кинам и Никита Хониат. Запазено е и едно известие на правния тълковател Тодор Васалмон (1170 – 1180), което гласи, че по онова време в пределите на империята имало „цели крепости и области“, заразени от богомилската ерес.

### В Мала Азия
За разпространението му и във византийска Мала Азия разказва цариградският монах Евтимий от Акмония (след 1034 г.), според когото някой си Йоан Чурила бил първият разпространител на ереста в областта на Опсикион, Кивереотон и Тракезион. Център на дейността му била Смирна, а активен негов съратник – Рахей. „Лъжесвещениците“ на учението наричали себе си апостоли и се смятали за християни. Наричали се още христополити (поданици на Христа), но и богомили, както и на „други места“, свидетелства Евтимий. Противниците им в тема Опсикион ги наричали фундагиагити (фундаити), т.е. торбоносци или торбеши. Оттам и разпространяваните за тях клевети за ритуално практикуване на детоубийства идва митът за Торбалан, с когото се плашат децата. (Виж по-долу) с цел да осмеят водачите им, които се посвещавали на митарства (мисионерска дейност) и се оставяли да бъдат поддържани от последователите си. Виж, по-горе: Димитър Ангелов и Кръстина Гечева, Богомилството. Библиография. За имената, с които били познати, както на Запад, така и на Изток, има известни основания да се смята, че определяйки се като продължители на „Богу милия“ си учител, са предизвиквали яростното отношение на официалното християнство. Така например, Презвитер Козма сочи в увода на беседата си, че „в годините на правоверния цар Петър… се яви поп на име Богомил, а по-точно казано Богунемил, който пръв започна да проповядва ерес в българската земя.“, затова Рачки отбелязва, че „богомилите в България, Италия, Франция и на Изток се наричали „християни“. Това име те си определили сами, а всички останали наименования им били дадени от техните неприятели католиците“ (Фрањо Рачки, Богомили и патарени, Белград, 1931, стр. 358).

### В Киевска Рус
Важна предпоставка за проникването на богомилството в Киевска Рус през XI в. оказват покръстването ѝ в православната вяра (988 г.) и безспорните ѝ културни, исторически и народностни сходства с България, както и оживените ѝ по това време търговски и политически контакти с Балканските страни и Византия. С разпространяването на славянската писменост в сравнително новопокръстената държава, навлиза значителна по обем религиозна книжнина, както на официалната литература, така и с апокрифно или еретическо съдържание. За широкото разпространение на този вид народна литература, способствали не само живият спомен от изповядваното езичество, но и лесният и разбираем език и иносказателната форма на творбите ѝ. Съдейки по многобройните преписи, широко разпространение получили дошлите от българските земи апокрифи, сред които: Видение Исаево, Енох, Варух, Животът на Адам и Ева (с епизода за Аврамовия запис), Йоановия апокалипсис, Томиното евангелие, Прението на Христа с дявола, Ходене на Богородица по мъките и Повест за кръстното дърво на поп Йеремия, ползвало се с голяма популярност, както и легендата за Тивериадското море. С течение на времето тези разкази станали известни в Русия с характерното название “български басни".
Бурната обществена среда, от своя страна, ознаменувана с народни вълнения през целия XI в., също спомогнала за навлизането на антицърковните и антифеодални настроения, силно повлияни от дуалистичното мировъзрение на павликяни и богомили. Има сведения, че двама от водачите на едно селско въстание в Ростовска област (1071 г.), представящи се за „влъхви“ (магове, мъдреци), изповядвали докетични становища и спорели, че „дяволът сътвори човека, а Бог вдъхна в него душа“. Сведения за подобни вярвания се появяват и в Новгород, а представителите на официалното християнство не се поколебавали да назоват произхода му, наричайки еретиците „българи“, както и западноевропейските им единоверци. Пример за това е полемичното съчинение Слово некоего христолюбеца и ревнителя по правой вери съставено по същото време, което обявява отстъпниците за езичници и хора по-лоши от еретиците, и от евреите. Друга полемична творба с антиеретическо съдържание е „Слово Йоанна Златоустаго“, ценни сведения дава и руският „Номоканон“ (Кръмчая книга), а първият индекс със забранени книги, преведен от гръцки, е поместен в Светославовия сборник (1073). През XIV в. е публикуван собствен разширен и пригоден за нуждите на руското духовенство индекс на неподходящите за четене и вредни книги. Често използвана и цитирана била „Беседа против богомилите“ на Презвитер Козма, позната в Киевска Рус още през 60 – 70-те г. на XI в. Не по-малко популярно било и Житието на непримиримия борец срещу павликяни и богомили Иларион Мъгленски.

### В Банат
Според произведения на св. Герард в Банат през XI век при управлението на православния княз Ахтум са активни местни еретици, които особено почитат архангел Уриил. Най-вероятно се имат предвид богомили, проникнали от Северна България. В една църква до с. Гиген, Никополско, е намерен лапидарен надпис, писан от Анания, срещу еретиците (богомилите). Той датира от същото време – първата половина на XI век.

## Доктрина
Когато се поставя въпросът за идейните традиции, които усвоява и развива поп Богомил, трябва да се обърне внимание на вече разпространените в България дуалистични ереси – павликянството и масалианството.
Павликянството поддържало дуалистичната идея на старото манихейство за съществуване в света на две начала – добро и зло, които са във вечна непримирима борба. Невидимият свят те отдавали на доброто начало, а материалният, видим свят считали създание на злото начало. Водени от това свое разбиране за света, те не признавали църковните обреди, отхвърляли кръста и иконите, били против църковната йерархия. Особено важна е поддържаната от тях мисъл, че за тълкуването на Евангелието не са нужни Божии наместници – свещеници, че това могат да вършат всички хора.
Друго учение, чиито традиции усвоява поп Богомил, е масалианството. Възникнало в III в. в Мала Азия, то се разпространява и в други краища на Византийската империя. Според него злата сила, която е внедрена в човешката душа и плод на която е видимият свят, може да бъде победена чрез дълбоки и искрени молитви и аскетичен живот. Тогава човек щял да се освободи от властта на сатаната и щял да получи в себе си благодатта на Светия Дух, издигайки се над останалите хора с „духовно съвършенство“. Масалианите отричали земните блага, богатствата, считайки ги пречка за духовно извисяване.
Поп Богомил създава стройна система от разбирания за света и живота, за поведението на човека, за устройството на обществото, възприемайки творчески предходните дуалистични учения, на които придава определена социална антифеодална насоченост. В духа на гностическите традиции богомилството се стреми да опознае света и човешката природа и съобразно с това да обоснове поведението на човека в живота.
Богомилството продължава манихейската есхатология. То поддържа идеята за съперничество на две извечни начала – добро и зло, като накрая ще победи доброто начало.
Богомилите се делели на различни категории според съвършенството си в зависимост от степента на преодоляване в себе си властта на злата сила, дявола. Най-високо в моралната йерархия стояли съвършените богомили, които чрез дълбоко усвояване на учението, чрез молитви и аскетичен живот се издигали до носителя на Светия Дух и се приготвяли за свещеническа и богослужебна дейност. След съвършените богомили идвали вярващите и след тях – слушателите. Вярващите били членове на братствата, можели да участват в религиозния им живот, били обвързани с определени аскетични задължения. Слушателите живеели извън богомилските общества и можели да присъстват на проповедите. От една категория в друга богомилите преминавали след специален обред.
Богомилите имали по-друго отношение към жената в сравнение с православното християнство. Те отделяли еднакво място на мъжа и жената, допускало се и жени да бъдат съвършени, да стават учители и проповедници.
Проповедта на богомилите е придобивала и определена политическа насоченост, изразявала се в призив за неподчинение към представителите на привилегированата класа, които са имали власт над прикрепените към тях селяни.
В издадената през 1935 година книга „Богомилското учение“, роденият в Етрополе Антон Глогов аргументирано се противопоставя на твърдението за дуализма на философията на богомилите. Там авторът охарактеризира доктрината като монистична и самостойно възникнала в България и нямаща нищо общо с наистина дуалистичните манихейство и павликянство. По отношение на наименованието Глогов твърди, че самите те се наричали „общинари“.

## Твърдения за приноси към общочовешката култура
В старите доктрини преди 1898 г. се твърди, че богомилите са предшественици на Реформацията, борещи се за религиозна свобода, свещенодейно равноправие на половете, реформация на феодалния ред и прочее.

## Деятели
- Поп Богомил 10 век
- Боян Мага 910 – 970
- Василий Врач 1111 (1118)
- Папа Никита
- Антон Глогов 1883 – 1944[13]

### Исторически източници
- Презвитиер Козма, Беседа срещу Богомилите Архив на оригинала от 2016-12-22 в Wayback Machine..
- Йордан Иванов. Богомилски книги и легенди. София: Наука и изкуство (фототипно от 1970) Архив на оригинала от 2019-02-08 в Wayback Machine., 1925.
- Донка Петканова. Стара Българска Литература. Апокрифи. София: Български писател, 1982.

#### На чужди езици
- MONETA. Adversus Catharos et Waldenses libri quinque. Romae: Ricchini, 1743.
- ZIGABENOS, EUTHYMIOS. „Panoplia Dogmatica.“ Patrologia Graeca, 130, col. 1317B. s.f.
- TORQUEMADA, JUAN DE. Symbolum pro informatione manichaeorum: (el Bogomilismo en Bosnia). Burgos: Seminario Metropolitano de Burgos: Universidad de Navarra, ed. Nicolás López Martínez y Vicente Proaño Gil, 1958.
- DONDAINE, A. „Les Actes du Concile Albigeois de Saint Félix de Caraman. Essai de critique d’authenticité d’un document medieval.“ Miscelanea Giovanni Mercati. Roma, 1946. 324 – 355.
- Le livre secret des cathares, Interrogatio Iohannis apocryphe d'origine bogomile Архив на оригинала от 2007-07-05 в Wayback Machine.. Ed. BOZOKY, EDINA. Paris, 1980.
- Écritures cathares: NELLI, RENÉ (ed.), BRENON, ANNE(rev. ed.). Paris, 1995.
- "LE CHRISTIANISME BOGOMILE CATHARE – fondement de nos cultures, fondement de l'histoire (à la lumière des contes européens et slaves), MICHEL MOUNIÉ, Toulouse, oct. 2009. mounie-michel@wanadoo<fr

## Изследвания

### На български език
- АНГЕЛОВ, Д., ПРИМОВ, Б., БАТАКЛИЕВ, Г. Богомилството в България, Византия и Западна Европа в извори. София: Наука и изкуство (233 стр.), 1967.
- АНГЕЛОВ, ДИМИТЪР. Богомилството. София: Булвест 2000 (495 стр.), 1993.
- Богомилството в България. София: Наука и изкуство (561 стр.), 1969.
- Българско средновековие – идеологическа мисъл и просвета. София: Народна просвета, 1982.
- АНДРОВСКИ, И. Сведения за поп Богомил в летописите на волжките българи. – В: Същият. Българско средновековие. С., Симолини, 2011,
- АТАНАСОВА, В. „Измерения на религиозното пространство на източния мистицизъм в България (до средата на ХХ век)“ – В: Религия и църква в България. Ред. Г. Бакалов и др. София: 1999.
- БЛАГОЕВ, Н.П. Правни и социални възгледи на богомилите. София: Царска придворна печтница, 1912.
- БОЕВ, Б. Мисията на богомилството, Велико Търново: 1992.
- ВАСИЛЕВ, ГЕОРГИ. БЪЛГАРСКИ БОГОМИЛСКИ И АПОКРИФНИ ПРЕДСТАВИ В АНГЛИЙСКАТА СРЕДНОВЕКОВНА КУЛТУРА. Образът на Христос Орач в поемата Уилям Лангланд „Видението на Петър Орача“. София: Издателство „Корени“, 2001.
- ГЕНОВСКИ, М. „Нравствените норми на богомилите“, Философски преглед  1, 1934.
- ИВАНОВ, ЙОРДАН. Богомилски книги и легенди. София: Наука и изкуство (фототипно от 1970), 1925.
- КАЙМАКАМОВА, М. Поява и същност на българското богомилство – В: Из историята на българската народност и държава. С. 1993, с. 28 – 50.
- КЕПОВ, И. Българската общественост през Х век, София: 1938.
- КИРИЛОВ, ИВАН. „Истината за богомилите – документална хроника“, София, изд. ХРИКЕР, 2000.
- МУТАФЧИЕВ, П. „Поп Богомил и Св. Иван Рилски. Духът на отрицанието в нашата история“, Философски преглед, год. 6, 2, 1934, с 97 – 112.
- НИКОЛОВА, ВИДКА. Богомилството – предобрази и идеи. Българското новозаветно мислене. София: М8М, 2004. Книгата е ненаучна.
- ОБОЛЕНСКИ, Д. Богомилите. Студия върху балканското новоманихейство, София: 1998.
- ПЕТКАНОВА, Донка. Стара българска литература. Апокрифи. София: Български писател, 1982.
- ПЕТКОВ, Д. За богомилите и протестантите в България. Търново: 1884.
- ПРИМОВ, БОРИСЛАВ. БУГРИТЕ – книга за поп Богомил и неговите последователи (383 стр.). София: Издателство на ОФ, 1971.
- Българското народностно име в Западна Европа във връзка с богомилите. – Известия на Института за история, 6 (1956): 3 y ss.
- СТЕФАНОВ, Павел, архим. Ялдаваот. История и учение на гностическата религия. София: Омофор, 2008.
- Нови сведения за българското влияние в Унгария през ХІ век. – В: Християнската култура в средновековна България. Материали от национална научна конференция, Шумен 2 – 4 май 2007 година по случай 1100 години от смъртта на св. княз Борис-Михаил (ок. 835 – 907 г.). Отг. ред. П. Георгиев. Велико Търново, 2008, 345 – 353.
- СТОЯНОВ, Юри. Другият Бог. Дуалистичните религии от Античността до катарската ерес. София: Кралица Маб, 2006.
- ТАБАКОВА, БОЕВ, ДИМКОВ, КОНСТАНТИНОВ, Богомилство. Славянство. Възраждане. По Беинса Дуно – Петър Дънов, Варна: 1995.
- ТОПЕНЧАРОВ, Владимир. Две жарави един пламък. София, 1982.
- ФИЛИПОВ, Н. Богомилство (произход и същност). София: 1946.

### На чужди езици
- БЕГУНОВ, ЮРИЙ. КОЗМА Презвитер в славянских литературах. София, 1973.
- ВАСИЛЬЕВ, А. А. История византийской империи (от начала Крестовых походов до падения Константинополя). – СПб. 592 с. Алетейя „Византийская библиотека“, раздел „Исследования“, 1998.
- СИДОРОВА, Н. А. Очерки по истории раней городской культуру во Франции. Москва, 1953.
- ANGELOV, D. Der Bogomilismus auf dem Gebiete des byzantinischen Reiches II, Sofia: 1950, 14 ff.
- GIBBON, Edward. The History of the Decline and Fall of the Roman Empire Архив на оригинала от 2007-04-27 в Wayback Machine.. London: ed. J. B. Bury, 1897. Ed. facsimil.
- MENÉNDEZ Y PELAYO, MARCELINO. Historia de heterodoxos españoles, vol. I-III Madrid: 1880 – 1882. Публикувана във Виртуалната библиотека Сервантес.
- MERLO, GRADO GIOVANNI. Eretici ed eresia medievali. Bolonia, 1989.
- Heresy and Literacy, 1000 – 1530. Cambridge: edd. P. BILLER – A. HUDSON, 1994.
- MITRE, EMILIO y CRISTINA GRANADA. Las grandes herejías de la Europa cristiana (380 – 1520). Madrid: Istmo, 1983.
- MOUNIÉ, MICHEL. "LE CHRISTIANISME BOGOMILE CATHARE – fondement de nos cultures, fondement de l'histoire (à la lumière des contes européens et slaves), Toulouse, oct. 2009. mounie-michel@wanadoo<fr
- NELLI, RENÉ. Écritures cathares: Anne Brenon (rev. ed.) Paris, 1995.
  - —Les cathares, Paris.
- OBOLENSKY, DMITRIJ. A History of Bogomilism in Bulgaria. Diss. Cambridge, 1943.
- The Bogomils. A Study in Balkan Neo-Manichaesm (XIV, 317 p.). Univ. Press, Cambridge, 1948.
- OSTROGORSKI, GEORG. Geschichte des byzantinischen Staates, 1952, 297.
- PRIMOV, BORISLAV. Les Bougres – Histoire du pope Bogomile et de ses adeptes. Ed. Payot – Coll. Bibliothèque Historique, 1997.
- PUECH, HENRI-CHARLES. Quête de la Gnose, I. Paris: Gallimard, 1978.
- RHAN, OTTO. Kreuzzug gegen den Gral. Die Tragödie des Katharismus.
- RUNCIMAN, ST. The Medieval Manichees, Cambridge: 1947, 69 ff.
- SCHMAUS, ALOIS. – „Der Neumanichäismus auf dem Balkan“, in: Saeculum 2, 1951, 271 ff.
- SOUTHERN, R. W. Western Society and the Church in the Middle Ages. New York: Penguin, 1970.
- VASSILEV, GEORGI. Dualist Ideas in the English Pre-Reformation and Reformation (Bogomil-Cathar Influence on Wycliffe, Tyndale, Langland and Milton). Sofia: Bul – Koreni Publishing House, 2005.
  - —. „Bogomils and Lollards: Dualistic Motives in England during the Later Middle Ages.“ Etudes Balkaniques 1 (1993): 97 – 111.
- „Bogomils, Cathars, Lollards, and the High Social Position of Women during the Middle Ages.“ Facta Universitatis. Series Philosophy and Sociology 2.7 (2000): 325 – 36.
  - —. „Traces of the Bogomil Movement in English.“ Etudes Balkaniques, 3 (1994): 85 – 94.
- VASSILIEV, ANATOLI. Histoire de l'Empire Byzantin, Vol. 1 – 2.
- VENTURA SUBIRATS, J. „El catarismo en Cataluña.“ Boletín de la Real Academia de Buenas letras de Barcelona, 28 (1960): 75 – 168.
  - —. „La Valdesía de Cataluña.“ Boletín de la Real Academia de Buenas letras de Barcelona, 29 (1961 – 62): 275 – 317.